# Langstengelig fonteinkruid
Langstengelig fonteinkruid (Potamogeton praelongus) is een vaste waterplant, die behoort tot de fonteinkruidfamilie (Potamogetonaceae).
De soort staat op de Nederlandse Rode lijst van planten als zeer zeldzaam en sterk afgenomen. In de winter is de plant ondergedoken.
De plant wordt 1,5-2 m lang. De wit-bruinachtige stengel is zigzag gebogen. De bruin- tot groenachtige, golvende, iets doorschijnende, lancet- tot lijnvormige, gaafrandige, stengelomvattende bladeren zijn altijd ondergedoken. Ze zijn 6-20 cm lang en 2-4 cm breed. De bladtop is kapvormig en de bladvoet is een klein beetje hartvormig. De plant bloeit vaak niet en kan zich vegetatief vermeerderen met in de herfst gevormde overwinteringsknoppen (turionen) en door ondergrondse uitlopers.
Langstengelig fonteinkruid bloeit in juli en augustus met een aarvormige bloeiwijze. De steel van de aar kan meer dan 20 cm lang zijn, waarbij de aren een lengte van 3-5 cm hebben.

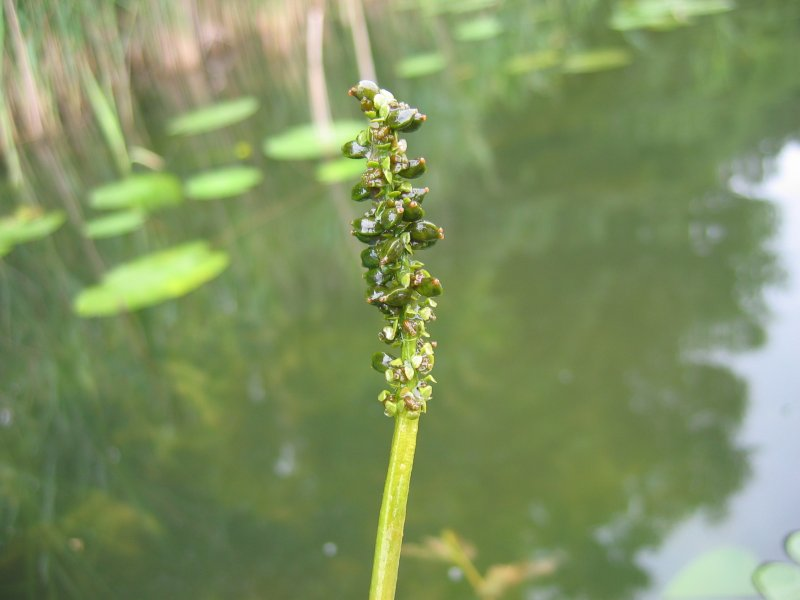
Bloeiwijze

De vrucht is een 4-8 mm groot nootje, dat aan de achterkant gegroefd is.
De plant komt vooral voor op de grens van zand en veen in diep, zoet, voedselrijk water.

## Namen in andere talen
- Duits: Langblättriges Laichkraut
- Engels: Whitestem Pondweed
- Frans: Potamot allongé